# Operação Azalee
Operação Azalee (em francês:  Opération Azalée)  foi uma operação militar pelas Forças Armadas Francesas e forças especiais francesas, que ocorreu de 4 a 6 de outubro de 1995, com o objetivo de destituir o governo provisório das Comores liderado e posto no poder pelo famoso mercenário Bob Denard.
Em 29 de setembro, Bob Denard com sua força de trinta homens, desembarcou em Comores tentando derrubar Said Mohamed Djohar, o presidente da República Federal Islâmica das Comores. Como consequência, em 4 de outubro, as forças especiais francesas desembarcam no norte de Grande Comore, para tomar o aeroporto de Moroni-Hahaya, garantir a embaixada e permitir a chegada de reforços. O equilíbrio de poder, os meios marítimos e aéreos e o efeito de surpresa, encorajariam os rebeldes a se render. Dessa forma, em 6 de outubro, Bob Denard e seus mercenários se renderam.